# 笔趣阁
笔趣阁是中国最早的一批盗版网络小说阅读平台，创建于2012年，依靠其盗版作品免费阅读吸引了大量用户。2019年，经阅文集团的举报，笔趣阁等一批盗版网站被关停，该案也被列入2019年江苏省打击侵权盗版十大典型案例。后来又有诸多新开设的盗版小说网站借笔趣阁之名号吸引盗版作品读者的关注，在2019年时仍存在上百家以笔趣阁为名的盗版小说阅读网站。因其屡封屡现的缘故，网文业内也有“打不死的笔趣阁”的叫法。